# Faith and the Muse
I Faith and the Muse sono un gruppo musicale  underground composto da due musicisti, Monica Richards e William Faith. Godono della stima e della considerazione di tutta la scena musicale  goth, all'interno della quale sono ritenuti degli importanti innovatori e dei punti di riferimento. Lo stile della  band è comunque difficile catalogare in un genere ben definito e la loro musica -  che trae ispirazione dal gothic rock, dal goth più indipendente, e dalla musica celtica e folk - si sposta da canzoni folkeggianti come "The Unquiet Grave" a pezzi dalle atmosfere più oscure come "The Trauma Coil" e "Failure to Thrive".
La cantante principale del gruppo è Monica Richards, sebbene Faith canti sempre uno o due pezzi in ogni album.

## Storia del gruppo
Monica Richards, nata a Washington, è una  musicista/artista/poetessa. Incontrò  William Faith nell'ottobre del 1992 quando la sua precedente band, gli Strange Boutique, a Norfolk in Virginia aprì la serata in un concerto degli Shadow Project, nei quali Faith militava.
Prima di fondare i Faith an the Muse, avevano avuto entrambi precedenti esperienze musicali nell'ambito della scena goth e post-punk degli anni ottanta: Monica Richards era appunto stata la cantante degli Strange Boutique, mentre William Faith aveva suonato con alcuni dei più importanti gruppi goth statunitensi, come i Christian Death e i Mephisto Walz. Il loro nuovo progetto prese faticosamente forma nel marzo del 1993 e, dato che Monica viveva sulla east coast, inizialmente furono costretti a scambiarsi le registrazioni per posta, suonando senza sostanzialmente incontrarsi. Poco dopo però si trasferì anch'essa a Los Angeles, città in cui il duo tuttora vive.
Faith and the Muse hanno pubblicato cinque album più un doppio cd di materiale vario contenente alcuni remix, tracce live e qualche inedito. Nel corso degli ultimi dieci anni sono stati spesso in tournée, esibendosi principalmente in Nord America ed in Europa, partecipando ai maggiori festival dedicati alla musica alternativa come il Convergence goth festival negli Stati Uniti, il Whitby Gothic Weekend in Inghilterra e il Wave-Gotik-Treffen a Lipsia in Germania.

## Discografia
- 1994 - Elyria  (TESS Records)

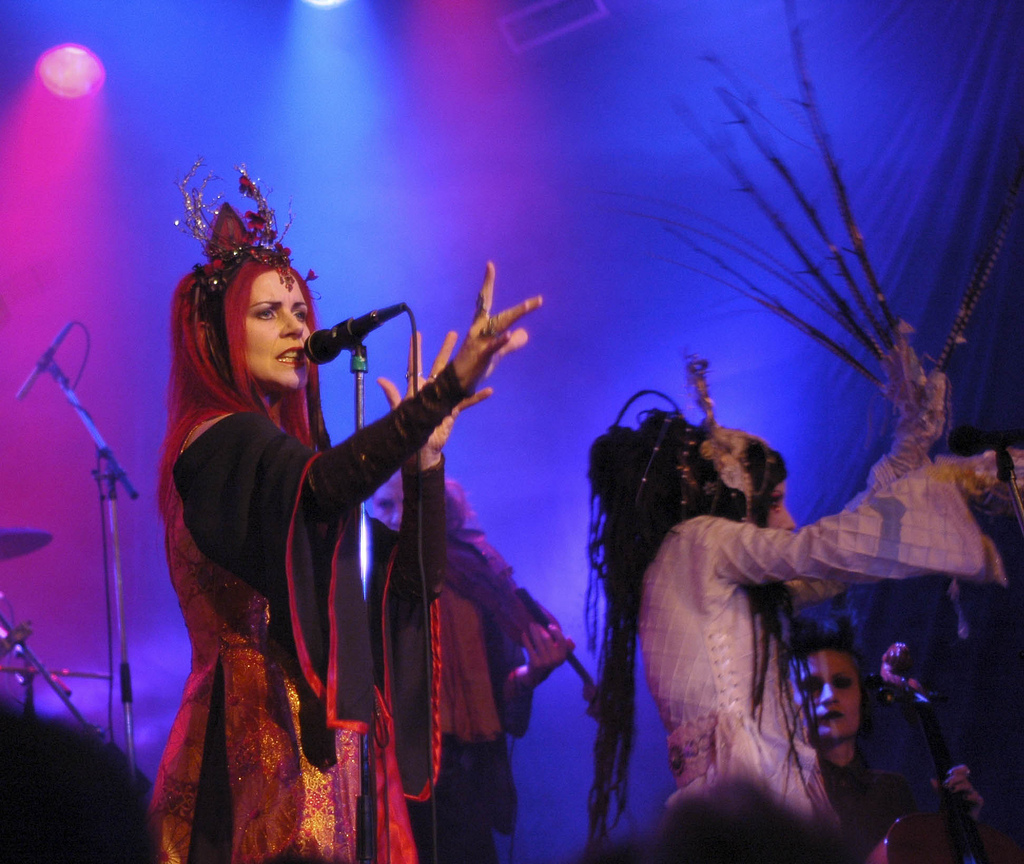
Monica Richards durante un concerto nel 2009.

- 1996 - Annwyn, Beneath the Waves  (TESS Records)
- 1999 - Evidence of Heaven  (Neue Ästhetik Multimedia)
- 2001 - Vera Causa  (Metropolis Records)
- 2003 - The Burning Season  (Metropolis Records)
- 2009 - Ankoku Butoh (Danse Macabre)